# Nikolaus Riehl
Pour les articles homonymes, voir Riehl.
Nikolaus Riehl, né le 24 mai 1901 à Saint-Pétersbourg et mort le 2 août 1990 à Munich, est un chimiste et physicien allemand spécialiste de chimie nucléaire.

## Biographie
Il est membre du projet nucléaire allemand.
À la fin de la Seconde Guerre mondiale, quand les Soviétiques entrent dans Berlin, il est récupéré par l'Union des républiques socialistes soviétiques (URSS) où il reste une dizaine d'années. Pour son travail sur le projet de bombe atomique soviétique, il a reçu le prix Staline, le prix Lénine et l'Ordre du Drapeau rouge du Travail.
De retour en Allemagne en 1955, il a rejoint l'équipe d'Heinz Maier-Leibnitz sur ses travaux de réacteur nucléaire à l'université technique de Munich (THM). Son autobiographie a été traduite en anglais.